# Bretonische Fußballauswahl

Flagge der Bretagne

Als bretonische Fußballauswahl (französisch Équipe de Bretagne, bretonisch Skipailh Breizh) werden zwei unterschiedliche Mannschaften bezeichnet, die die französische Region Bretagne fußballerisch vertreten. Dabei handelt es sich zum einen um eine offizielle Amateurauswahl der Ligue de Bretagne de Football (LBF), der regional zuständigen Untergliederung des französischen Fußballverbandes FFF. Diese Mannschaft existiert bereits seit der Zeit vor dem Ersten Weltkrieg, und von 1932 bis 1945 war in ihr zusätzlich auch der Einsatz von Profifußballern erlaubt.
Außerdem gibt es in jüngerer Zeit eine zweite bretonische Auswahl für professionelle Spieler, die in der Bretagne geboren wurden oder dort familiäre Wurzeln haben. Dafür wurde eine eigenständige Organisation, die Bretagne Football Association, gegründet.

## Die Amateurauswahl

### Die Frühzeit
Im Jahr 1911 rief der damals größte der konkurrierenden französischen Fußballverbände, die Union des sociétés françaises de sports athlétiques (USFSA), einen Wettbewerb für Regionalmannschaften ins Leben. Daran nahm auch eine Mannschaft der Bretagne teil, für die Spieler aus den vier bretonischen Départements (Finistère, Morbihan, Côtes-du-Nord und Ille-et-Vilaine) spielberechtigt waren, darüber hinaus aber auch aus der Basse-Normandie, den südlich angrenzenden Loire-Atlantique, Vendée und eventuell weiterer. Deshalb hieß die Auswahl seinerzeit offiziell auch noch Équipe de l'Ouest (Westauswahl); diese Bezeichnung trug sie bis 1990.
Bei der ersten Austragung erreichte die Mannschaft das Halbfinale, in dem sie sich gegen die Auswahl von Paris mit 3:1 durchsetzte, im nachfolgenden Endspiel mit dem gleichen Ergebnis die Elf des Languedoc bezwang und somit der erste Gewinner dieses Wettbewerbs wurde. In der Finalelf standen sieben Spieler der US Saint-Servan und vier von Stade Rennes. Weitere Ergebnisse sind nicht bekannt, zumal der Erste Weltkrieg auch einen Großteil der fußballerischen Aktivitäten zum Erliegen brachte.

### Zwischen den Weltkriegen
Schon 1918, ein Jahr vor Gründung des einheitlichen französischen Verbandes FFF, entstand im Westen des Landes als Regionalverband die Ligue de l'Ouest de Football Association (LOFA), die gleichfalls die historische Bretagne und die südlich und östlich angrenzenden Départements der heutigen Region Pays de la Loire umfasste. Die LOFA stellte eine Regionalauswahl zusammen, die an dem nun regelmäßig ausgetragenen Pokalwettbewerb um die Coupe des Provinces de France teilnahm. Spielberechtigt waren alle Fußballer, die für einen Verein im Gebiet der LOFA antraten, unabhängig von ihrer Nationalität; mit Einführung des Professionalismus (1932) konnten auch Berufsspieler in dieser Auswahl eingesetzt werden. So sind unter anderem die bei Stade Rennes spielenden Deutschen beziehungsweise Österreicher wie Walter Kaiser, Walter Vollweiler und Franz Pleyer, aber auch der spätere französische Nationaltrainer Henri Guérin zu etlichen Einsätzen in diesem Team gekommen.
Die im Wesentlichen aus Spielern bretonischer Vereine zusammengesetzte Westfrankreich-Auswahl hat zwar, soweit ermittelbar, die Coupe des Provinces in diesen 25 Jahren nicht gewinnen können – ob der als eines der wenigen Ergebnisse bekannte 2:1-Sieg über die Normandie im März 1921 in einem Endspiel gelang, ist nicht zu verifizieren –, aber sie spielte mehrfach sogar gegen ausländische Nationalmannschaften. Darunter waren mindestens sechs Spiele gegen Luxemburg (1922, 1923 zweimal, 1924, 1925 und 1939) und eine Partie gegen Norwegen am 1. November 1923 in Rennes.

### Nach 1945
1945 wurde beschlossen, nur noch Amateurspieler in den Regionalauswahlmannschaften einzusetzen; diese Bestimmung hat auch in der Gegenwart noch Bestand. Für Profifußballer gab es erst Jahrzehnte später wieder die Möglichkeit, in einer bretonischen Auswahl zu spielen (siehe unten). Der nun Ligue de l'Ouest de Football (LOF) genannte Regionalverband wurde 1967 um die an der Atlantikküste gelegenen Départements Loire-Atlantique, Vendée und Maine-et-Loire, 1980 um Mayenne und Sarthe verkleinert, so dass er ab 1980 nur noch bretonische Départements umfasste. Auch für die Nachkriegsjahrzehnte liegen kaum zusammenhängende Informationen über den Regionenpokal und über das Abschneiden der westfranzösischen Mannschaft vor. Bekannt ist lediglich, dass die bretonische Jugendauswahlmannschaft bei dem bis 1988 jährlich stattfindenden Turnier der Regionalauswahlen einmal (1970) als französischer Meister hervorging und zudem 1988 (gegen die U-17 von Real Madrid) und 1992 (gegen die norwegische U-17-Nationalelf) ein international besetztes Turnier (Eurofoot) in Saint-Brieuc gewann.
Am 16. Juni 1990 wurde aus der LOF die Ligue de Bretagne de football (LBF) und aus der westfranzösischen auch offiziell die bretonische Auswahl. An die Stelle des Regionenpokals trat ein Turnier, dessen Sieger sich für den Pokal der Regionen der UEFA qualifizierte. Hierbei durften nur noch Spieler eingesetzt werden, die Mitglied bei einem Klub aus der Bretagne waren, der nicht höher als in der sechstklassigen Division d'honneur antrat. In jüngster Zeit stand die bretonische Nationalauswahl mehrfach im französischen Endspiel dieses Wettbewerbs, verließ den Platz aber jeweils als Verlierer: 2000 gegen die Auswahl der Region Méditerranée, 2002 gegen Maine und 2004 gegen Nord-Pas-de-Calais. Aktueller Trainer der bretonischen Auswahl ist Gérard Bousquet.

## Die Profiauswahl

### Vorgeschichte
In einer Zeit, in der in der Bretagne eine verstärkte Rückbesinnung auf die eigene Geschichte, Sprache und Kultur zu beobachten war, die sich auch in militanten Aktionen – beispielsweise durch die Arme Dispac'hel Breizh (Bretonische revolutionäre Armee) oder im von breiten Bevölkerungsschichten getragenen, erfolgreichen Kampf gegen ein geplantes Atomkraftwerk in Plogoff an der Pointe du Raz – und der Forderung nach einer größeren Eigenständigkeit gegenüber dem zentralistischen französischen Staat äußerte, entstand im Kreis der Organisatoren des Festival Interceltique in Lorient 1972 die Idee einer „echten“ bretonischen Nationalmannschaft aus den besten, also professionellen Spielern. Dies war aber kurzfristig nicht zu realisieren, weil sich die französischen Erst- und Zweitligisten in der Saisonvorbereitung befanden und kaum einer von ihnen bereit war, seine Spieler dafür abzustellen. So unterlag am 1. August 1972 nur eine verstärkte Elf des FC Lorient gegen den schottischen FC Falkirk (1:2), und die Idee wurde lange Zeit nicht mehr intensiv verfolgt. Auch ein Versuch des Kulturvereins Araok Vreizh, ein Turnier der Nationalmannschaften der keltischen Regionen Europas zu veranstalten, scheiterte 1985 trotz der Unterstützung durch mehrere französische Nationalspieler wie Yannick Stopyra und Pierrick Hiard und der Teilnahmezusage der walisischen Nationalelf.
Ans Ziel gelangte schließlich erst eine Initiative des Sportklubs AS Brest, der für ein Hallenspiel am 30. Dezember 1988 eine bretonische Spielerauswahl zusammenstellen und mit der US-Nationalelf auch einen internationalen Gegner verpflichten konnte. Das Spiel gewann die Bretagne durch Tore von Philippe Tibeuf (AS Saint-Étienne, 3), Patrick Colleter (Brest Armorique FC, 2) und Joël Cloarec (Racing Paris) mit 6:2.

### Gründung derBretagne Football Association

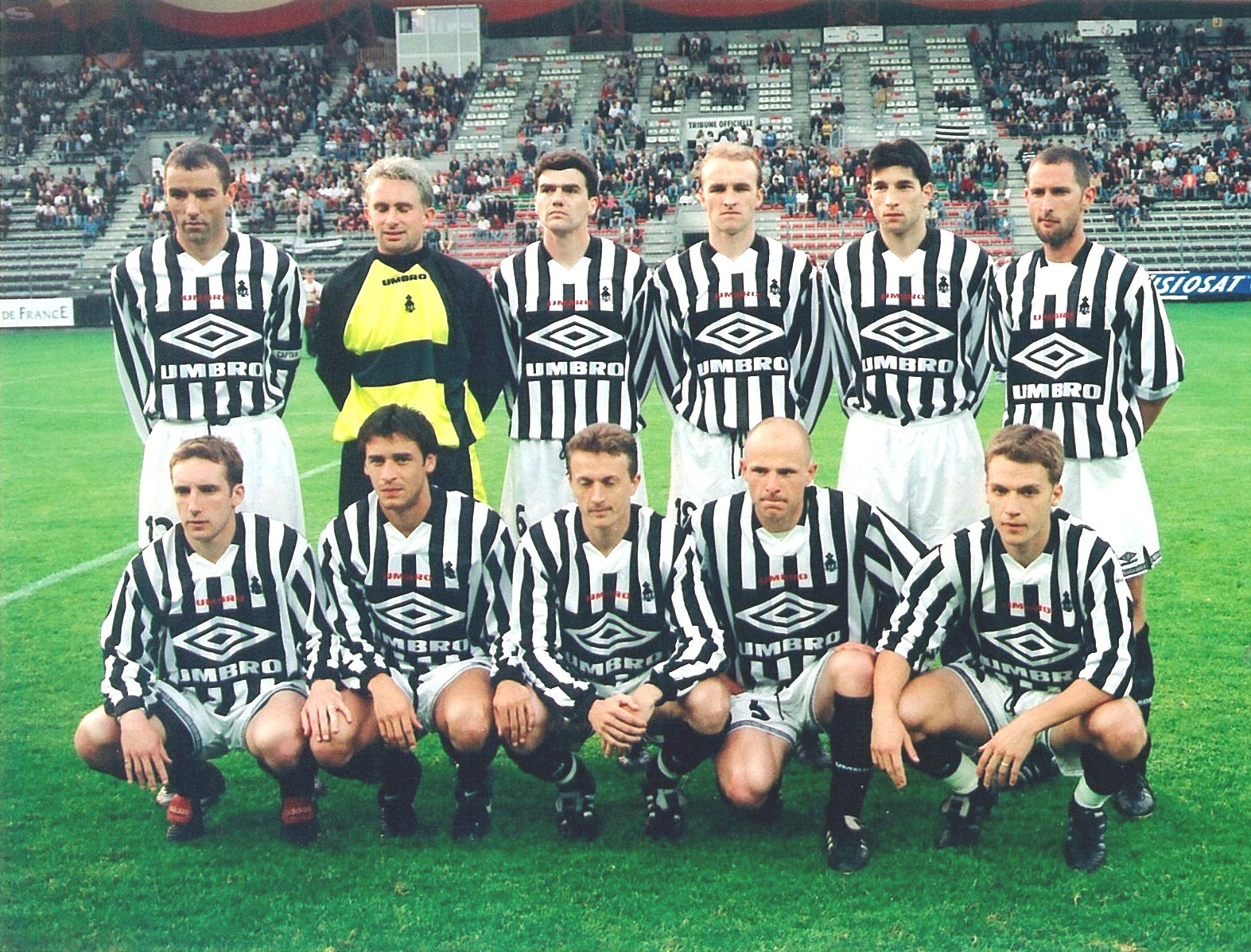
Bretonische Nationalauswahl vor dem Spiel gegen Kamerun 1998:
hinten v. l. n. r. Le Guen, Heurtebis, P.Y. David, Rouxel, Laspalles, Le Roux.
vorne v. l. n. r. Michel, André, Viaud, Brinquin, Pédron.

Im Juli 1997 wurde die Bretagne Football Association (BFA) als Interessenvertretung bretonischer Fußballer gegründet, die sich zudem die Austragung von Spielen einer Nationalauswahl auf die Fahnen geschrieben hat und die Auszeichnung des besten bretonischen Fußballer jeder Saison mit dem „Triskell d’or“ plant. Die BFA ist nicht Mitglied des französischen Verbands FFF, arbeitet mit diesem aber zusammen. Dies führte bei der Weltmeisterschaftsendrunde 1998 dazu, dass sich die bretonische Auswahl mit ausdrücklicher Billigung des WM-Organisationskomitees unter Fernand Sastre und Michel Platini WM-Teilnehmern, die sich in der Region vorbereiteten, als Trainingsspielgegner zur Verfügung stellte.
Dabei kam es auch zu einem offiziellen Länderspiel der Bretagne gegen die Nationalelf Kameruns: am 21. Mai 1998 trennten sich die beiden Mannschaften in Rennes 1:1. Die Begegnung wurde live auf Canal+ übertragen; das Tor der „schwarzen Teufel“ („Les Diables Noirs“ bzw. „An Diaouled Du“ wird die Nationalauswahl wegen ihres entsprechend den Farben der bretonischen Flagge schwarz-weiß gestreiften Dresses genannt) erzielte Lionel Rouxel von En Avant Guingamp.
Die FFF, die Spieler ihrer Vereine nach den Regeln des Fußball-Weltverbandes unter bestimmten Bedingungen für Spiele anderer Mannschaften freistellen muss, erteilt diese Genehmigung für die gelegentlichen, meist wohltätigen Zwecken dienenden Begegnungen der bretonischen Nationalauswahl in der Regel problemlos. An Neujahr 2000 in Nantes gewannen die Bretonen ein gut besetztes Hallenturnier, in dem sie unter anderem den FC Nantes hinter sich ließen. 2001 allerdings untersagte die FFF kurzfristig ein Spiel der Bretagne gegen Kuba in Angers; diese ohne Angabe von Gründen erfolgte Entscheidung hatte zur Folge, dass kein aktiver Ligaspieler den bretonischen Dress tragen durfte, ohne mit Sanktionen rechnen zu müssen. Daraufhin trat stattdessen die Profielf von Stade Rennes an diesem Abend gegen die Kubaner an; das lange geplante Spiel wurde auf TV Breizh live übertragen.
Der seit Anfang 2011 als Betreuer der Mannschaft fungierende Trainer Michel Audrain kann für seine Aufstellung auf einen Kreis von gut 100 aktuellen Spielern der drei höchsten Ligen (Ligue 1, Ligue 2 und National) sowie einigen hundert ehemaligen Profis zurückgreifen, die Mitglied der BFA sind. Als Bretonen gelten dabei nur solche Spieler, die eine der folgenden Bedingungen erfüllen:
- sie sind selbst in einem der vier oben genannten Départements der Bretagne oder im Département Loire-Atlantique geboren
- ein Eltern- oder Großelternteil ist in einem dieser fünf Départements geboren
- der erste Verein des Spielers in seiner Jugend stammt aus einem dieser fünf Départements

Zu den bekanntesten Spielern, die für die Bretagne gespielt haben, zählen neben den bereits genannten Christian Gourcuff, Laurent Guyot, Tony Heurtebis, Paul Le Guen, Yvon Le Roux, Corentin Martins, Yvon Pouliquen, Ronan Salaün und Steve Savidan.

### Aktuelle Entwicklungen
Die Mannschaft trat im April 2007 in Saint-Sébastien-sur-Loire gegen die Africa Stars, eine Auswahl von Ex-Berufsfußballern afrikanischer Herkunft, an. Am 20. Mai 2008 trug die BFA-Auswahl in Saint-Brieuc ein Länderspiel gegen die Nationalelf der Republik Kongo aus, das sie mit 3:1 gewann. In Planung befand sich eine Begegnung im Sommer 2009 gegen den Senegal. Im Mai 2010 hat die Auswahl am Corsica Football Cup teilgenommen, wo sie einer Inselauswahl 0:2 unterlag, gegen Togo aber mit 2:1 siegte. Anfang Juni 2011 verlor sie ein Spiel in Saint-Nazaire gegen Äquatorialguinea mit 0:1. Für Ende Mai 2012 hatte die BFA im Vorfeld der Europameisterschaft eine Partie gegen Irland in Nantes vereinbart; am 28. Mai 2013 hat die Bretagne ein Benefizspiel gegen die Nationalmannschaft aus Mali ausgetragen und mit 1:0 gewonnen.
Anhänger mehrerer bretonischer Fußballclubs hatten sich bereits 2006 unter dem Namen Kop Breizh zusammengeschlossen, um auch die bretonische Nationalauswahl zu unterstützen. Dass die Auswahl auch aus einem großen Fundus aktueller Ligaspieler schöpfen kann, zeigt sich an der Tatsache, dass bspw. 2010/11 nur aus einer anderen französischen Region (Provence-Alpes-Côte d’Azur, also im Zuständigkeitsgebiet der Ligue de la Méditerranée) mehr Vereine in einer der drei höchsten französischen Spielklassen antreten als aus der Bretagne: drei Erst- (Rennes, Lorient, Brest), zwei Zweit- (Vannes, Nantes) und zwei Drittligisten (Guingamp, Plabennec).